# Lachtan mořský
Lachtan mořský (Zalophus wollebaeki) je mořský savec z čeledi lachtanovití, který se endemicky vyskytuje pouze na Galapážském souostroví. Jedná se o středně velkého lachtana s hustou srstí, která může mít různou barvu od zlatavě hnědé přes šedou až po tmavě hnědou a černou. Stejně jako všichni ostatní ploutvonožci, lachtani mořští mají končetiny přeměněny v ploutve. Pohybu po souši dosahují pomocí přisunování těla pomocí předních ploutví, zatímco ty zadní podsouvají pod tělem. Jedná se o výborné plavce a obratné lovce. Živí se hlavně rybami, přičemž klíčový zdroj potravy představují sardinky tečkované. Dále loví hlavně kranasy, zelenoočka, sardele a sledě. Pro potravu se potápí do hloubek kolem cca 100–150 m, nejhlubší zaznamenaný ponor měl 584 m. Pod vodou zůstává typicky několik minut.
Lachtani utváří kolonie na březích moře. K vyhledávaným biotopům patří rovinaté písčité pláže s dostatečným množstvím stinných míst a přírodních bazénků, kde se mohou zchladit v letních parných dnech. Rozmnožovací období je na ploutvonožce nezvykle dlouhé a trvá od cca května do března, takže kopulace i vrhy mláďat probíhají v kolonii průběžně takřka po celý rok. Jedná se polygynní druh. Samci si vyhraňují teritoria zahrnující část souše i moře. Volba partnera závisí na samici. Doba laktace je extrémně dlouhá a většinou trvá cca 2–3 roky, i když může trvat až 7 let. Mezinárodní svaz ochrany přírody (IUCN) odhaduje celkovou populaci dospělých jedinců na 9 200–10 600.
V rámci ploutvonožců se jedná o poměrně výjimečný druh tím, že obývá vody tropického pásu. Na to se váže řada zvláštností, mj. dovednost skupinového lovu, který se patrně vyvinul jako reakce na ekologické tlaky prostředí, ke kterým patří hlavně občasný, avšak pravidelný nedostatek potravy způsobený cykly El Niño. Následkem událostí spojených s El Niñem (zejména zvýšená teplota oceánu) dochází ke změně distribuce i hojnosti potravy. V letech silných projevů tohoto cyklu (1982/83, 1997/98 a 2015/16) došlo k drastické úmrtnosti mláďat (v některých koloniích až 97 %) i dospělých samic (kolem 20 %) a dominantních samců. K dalším typům ohrožení patří mj. rozvoj galapážského turismu a s ním spojených průvodních jevů (rušení kolonií turisty, zvýšený provoz lodní dopravy, větší znečištění moří) nebo ropné skvrny. Předpokládá se, že od konce 70. let 20. století populace lachtanů znatelně poklesla, takže IUCN druh hodnotí jako ohrožený.

## Taxonomie
Lachtan mořský byl poprvé popsán norským biologem Erlingem Sivertsenem v roce 1953. Taxon byl po dlouhou dobu považován za poddruh lachtana tmavého (též známý jako lachtan kalifornský, Zalophus californianus) a ve starší literatuře se označuje jako Zalophus californianus wollebaeki. Již v roce 1998 však americký přírodovědec Dale W. Rice publikoval názor, že se jedná o samostatný druh. To v roce 2007 potvrdily i výzkumy DNA, podle kterých lachtan mořský a lachtan tmavý představují dvě samostatné sesterské linie, které se od sebe začaly oddělovat někdy před 2,3 miliony let ± 0,5 mya.
Lachtana považují za samostatný druh klíčové taxonomické autority jako Mezinárodní svaz ochrany přírody nebo Společnost pro mořskou mammalogii (The Society for Marine Mammalogy). Druh se řadí do rodu Zalophus společně s lachtanem tmavým a japonským. Rod Zalophus je jeden z několika rodů čeledi lachtanovití (Otariidae).

## Popis

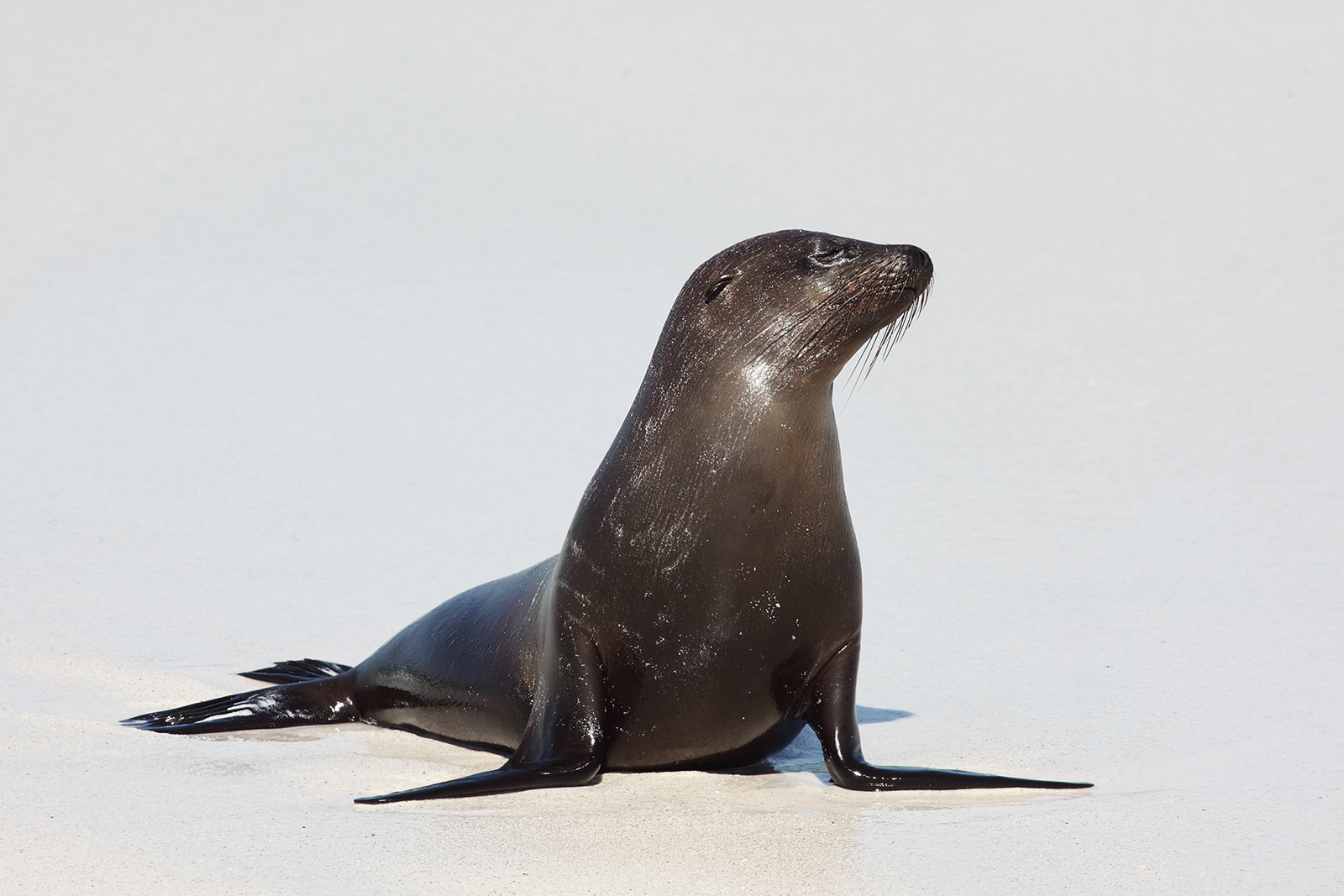
Lachtan mořský s hnědě zbarvenou srstí

Lachtani mořští mají protáhlé tělo hydrodynamického tvaru, které je celé porostlé hustou srstí bez podsady. Zbarvení srsti je proměnlivé. Srst samců je za sucha šedá až zlatavě hnědá, občas do tmavě hněda a časem bledne. Srst samců za mokra se jeví spíše jako černá. Dospělé samice a nedospělí jedinci mají světle zbarvenou srst od bledě žluté přes šedou po zlatavě hnědou. Mláďata se rodí s dlouhým hnědo-černým lanugem, které v prvních měsících života postupně bledne. Po prvním línání v 5 měsících jim naroste srst jako u samic / nedospělých samců.
Samci mají tlustý, robustní krk, hruď a ramena. Starší, pohlavně dospělí jedinci mají na vrcholu lebky výrazný sagitální hřeben, který se vizuálně projevuje vysokým čelem a podlouhlým hrbolem podél střední části hlavy. U samic a juvenilních jedinců hřeben chybí, a zejména juvenilní jedinci z profilu vypadají, jako by vůbec neměli čelo. Kolem čumáku lachtanům rostou vibrisy. Přední i zadní končetiny jsou přeměněny v ploutve. Na jejich konci se nachází chrupavčité trubičky, které o něco prodlužují jejich délku. Uvnitř těchto trubiček jsou umístěny drápy, které lze v případě potřeby vysunout. Zadní ploutve jsou ve svrchní středové části pokryté krátkým ochlupením. Spodní část zadních ploutví, po které se lachtan sune při pohybu po souši, je cele pokryta černou tuhou kůží bez ochlupení.

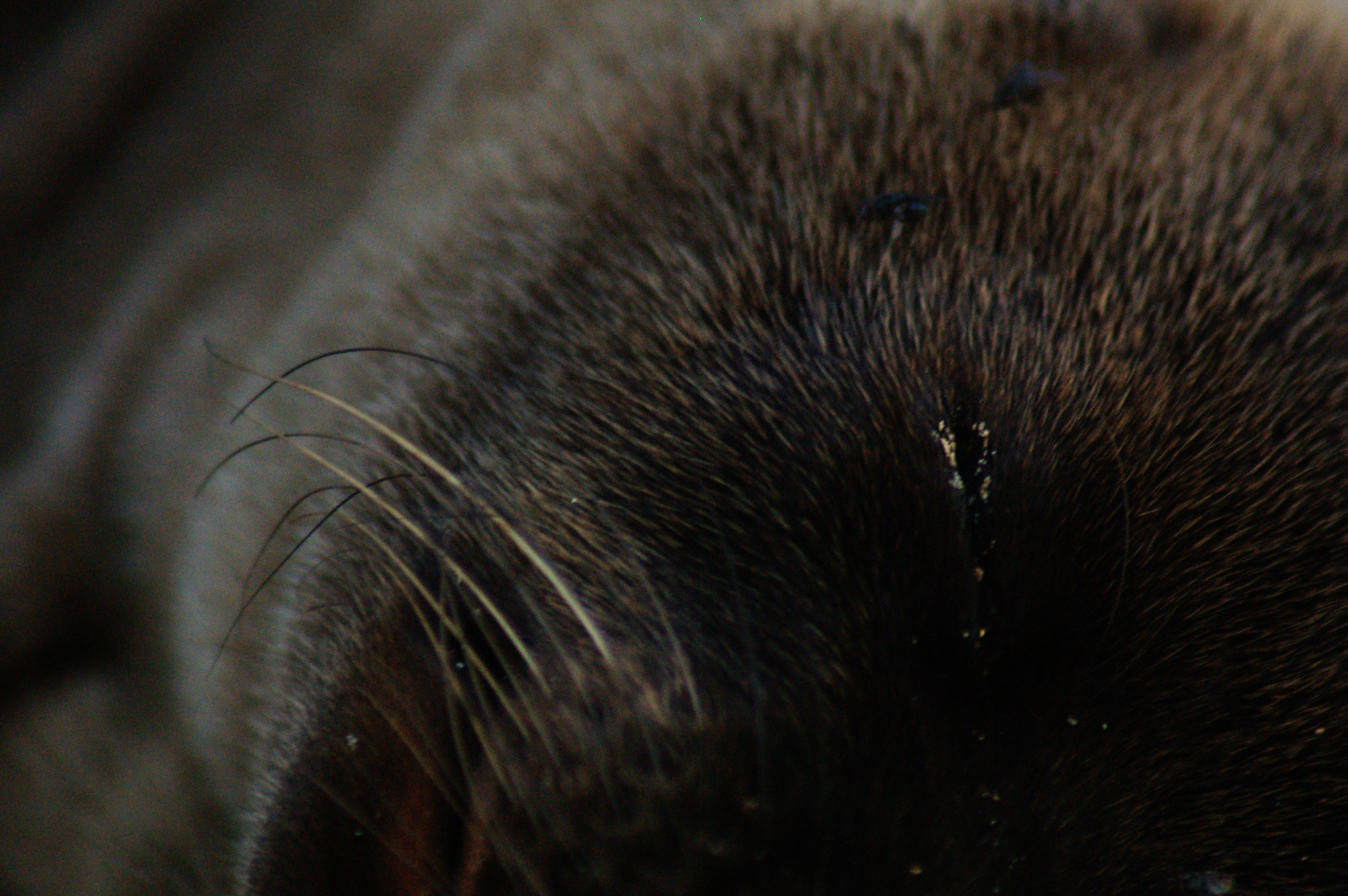
Detail vibrisů

Pohlavní dimorfismus se projevuje i v rozdílné váze a velikosti samců a samic. Samice jsou menšího vzrůstu s délkou těla kolem 1,56–1,76 m a váhou kolem 60–95 kg. Samci dosahují délek od 1,7–2,1 m a váhy kolem 150–200 kg, nejvíce snad až 250 kg (maximální odhadovaná váha). Samci v průměru váží 2,6× více než samice, což je podstatně méně než u příbuzných lachtanů tmavých, u kterých samci váží oproti samicím zhruba 3,3× více. Kondylobazální délka lebky (vzdálenost od mezičelisti až po týlní výběžky) je u dospělých samců kolem 258–263 mm, u samic se pohybuje kolem 220–225 mm. Zubní vzorec u většiny populace (cca 75 %) je I 3/2, C 1/1, PC 6/5, tedy 36 zubů. U zhruba čtvrtiny populace však zubní vzorec činí I 3/2, C 1/1, PC 5/5, tedy jen 34 zubů. Špičáky samců jsou oproti samicím výrazně delší a silnější.
Lachtani mořští jsou velmi podobní úzce příbuzným lachtanům tmavým. Samce lachtanů mořských lze rozlišit mj. podle toho, že jejich sagitální hřeben bývá menší a není světle osrstěn jako u většiny lachtanů tmavých. Lachtani mořští mívají oproti lachtanům tmavým kratší čenich a užší lebku.

## Biologie

### Rozmnožování

#### Dynamika kolonií

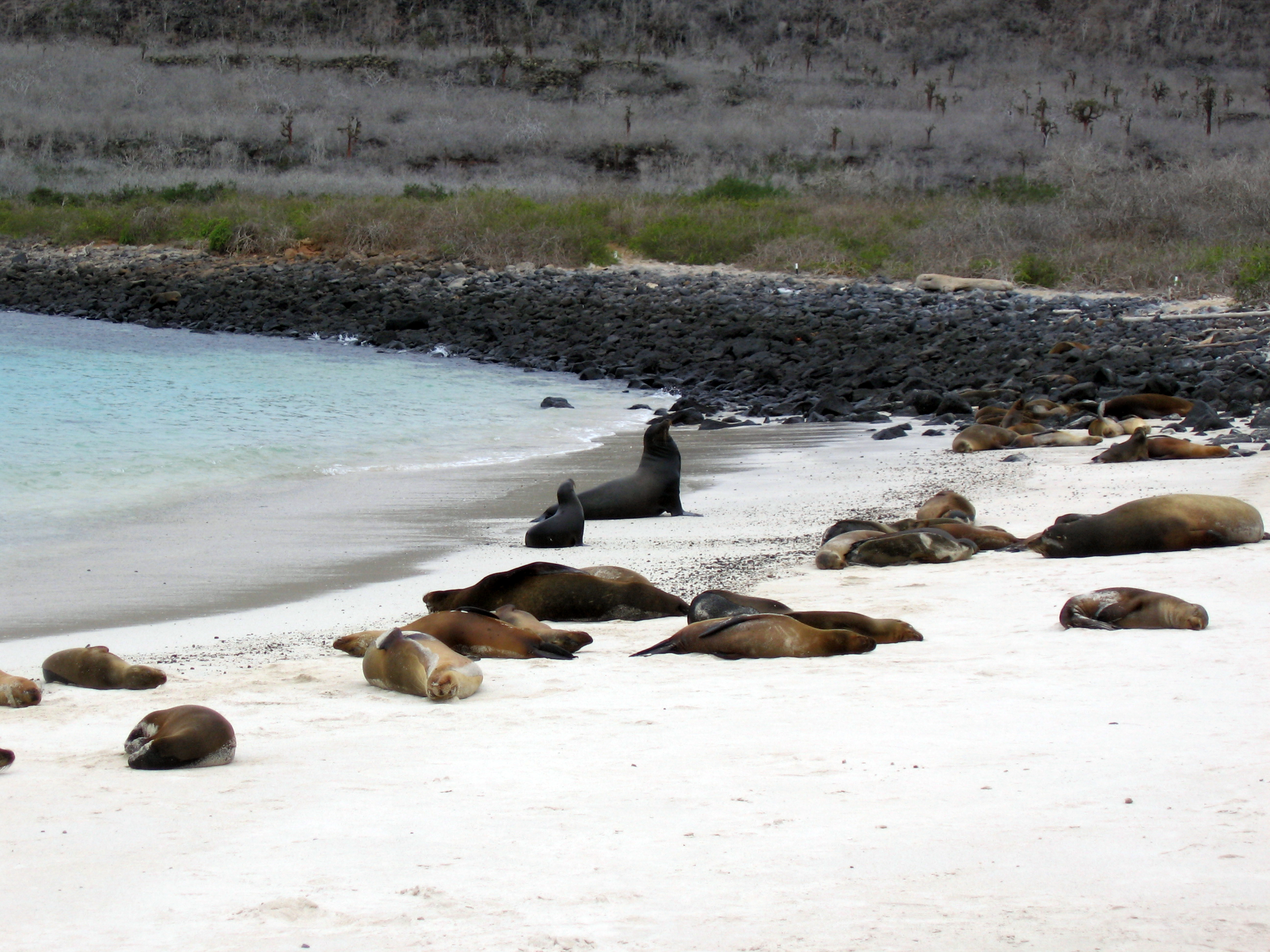
Rovné písečné pláže patří k vyhledávanému habitatu lachtanů

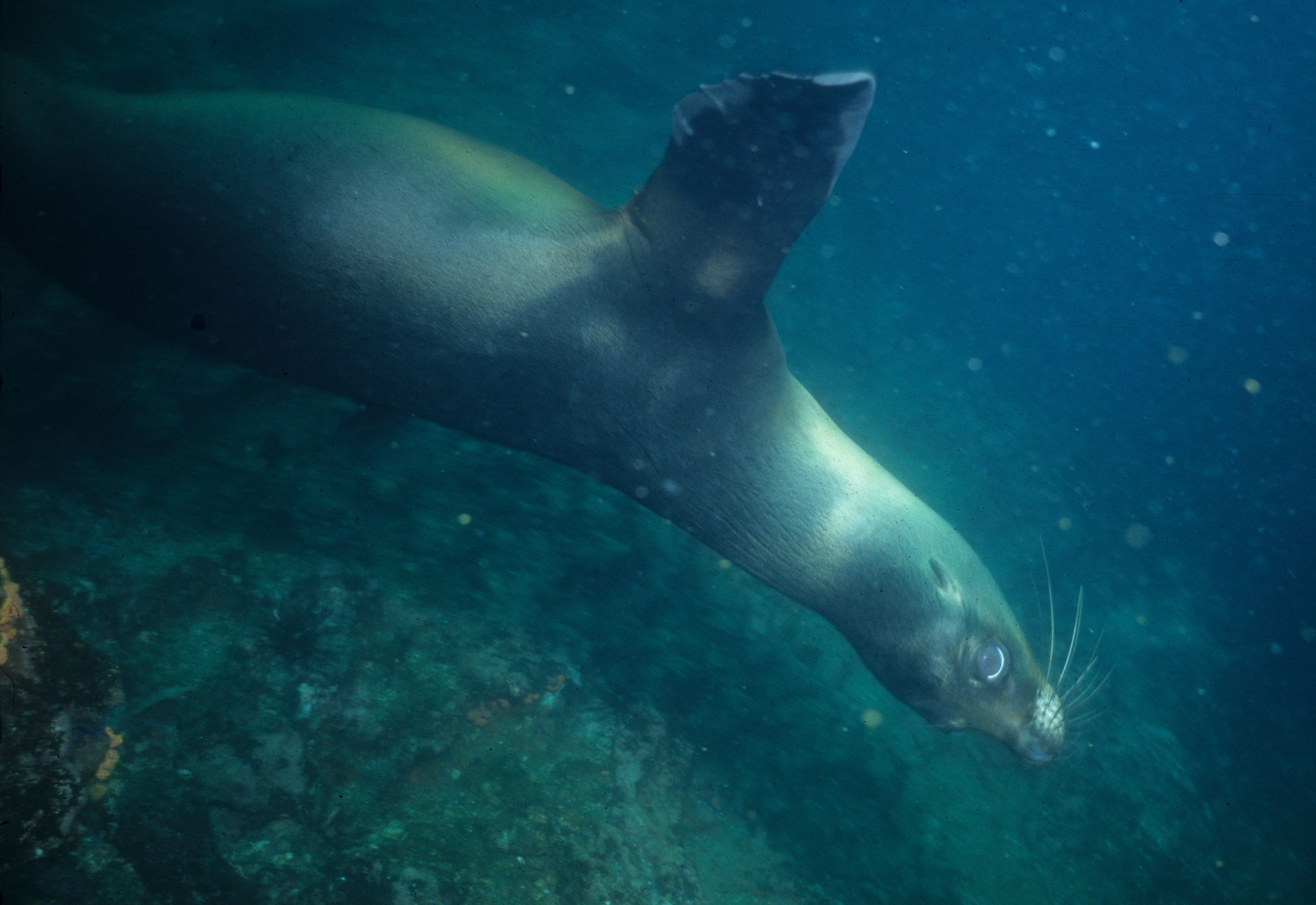
Lachtan ve vodě

Lachtani mořští si utváří kolonie na plážích s různými biotopy, nicméně preferují rovinaté pískové (případně skalnaté) pobřeží se snadným přístupem k oceánu a s velkou koncentrací přírodních bazénků – přirozeně formovaných skalnatých či pískovcových prohlubní, které se během přílivu naplní mořskou vodou, která v nich v době odlivu zůstává. V těchto bazéncích se lachtani ochlazují během horkých dní a největší koncentrace lachtanů v době i mimo období rozmnožování je právě v částech pláže s těmito bazénky. Vedle bazénků patří k rozhodným faktorům u lachtanů pro výběr habitatu i přítomnost stinných míst (malé jeskyně, vegetace, skalní převisy, velké bouldery apod.), kde se mohou skrýt před slunečním svitem, a energetická náročnost pohybu mezi mořem a svým teritoriem (tzn. čím blíže a snáze k moři, tím lépe).
K rozmnožování dochází v koloniích. Podobně jako ostatní ploutvonožci, lachtani mořští jsou polygynní druh, takže na jednoho samce připadá více samic. K rozmnožování dochází v dlouhém období od cca května do března, stejně jako k vrhům mláďat. Samice vchází do estrálního cyklu cca 4 týdny po vrhu předchozího mláděte. Zatímco u většiny ostatních ploutvonožců je běžné, že samec obsadí určité prostorové teritorium, v rámci kterého se páří se všemi samicemi, u lachtanů mořských záleží hlavně na samici, s jakým samcem se nakonec spáří. Dominantní samci totiž obsazují hlavně teritoria, která jsou semiakvatická, čili zahrnují kus souše i moře, ke kterému mají snadný přístup, aby se v něm mohli v případě potřeby zchladit. Chladné moře sice zabraňuje přehřátí jejich organismu, na druhou stranu však umožňuje samicím, aby se mezi teritorii samců volně pohybovaly. Volba lachtanice v tom, kdo se stane otcem jejího potomka, tedy závisí plně na ní. Dominance a velikost samců přitom hraje v jejich reprodukční úspěšnosti jen malou roli. Samičí výběr se děje na základě délky pobytu samců v kolonii, resp. nakolik jsou samci v rámci kolonie „viděni“ samicemi.
To dává prostor k páření i méně dominantním samcům – těm, kterým se nepodařilo vyhradit si svá teritoria. I u těchto samců byla zaznamenána spojitost mezi reprodukční úspěšností a dobou strávenou v kolonii. Hlavně v době vrcholu rozmnožovacího období se neteritoriální samci snaží zviditelnit mj. průchody kolonií, což u nich zvyšuje šance na spáření. Podle jednoho z výzkumů měli tito neteritoriální samci na svědomí více než polovinu narozených mláďat.
Většina samců ostatních ploutvonožců se v průběhu celého rozmnožovacího období postí, aby si udrželi dominantní postavení na svém teritoriu. U lachtanů mořských však trvá rozmnožovací období příliš dlouho na to, aby dokázali tak dlouho nežrat a nepít. Postní období na souši tedy střídají s lovnými výpravami na moře, během kterých se vykrmují. Po odchodu do moře jejich teritorium většinou obsadí jiný dominantní samec; po návratu původního „vlastníka“ se mu někdy podaří získat své původní teritorium zpět, jindy své původní teritorium ztratí a hledá si jiné. Teritoriální samci stráví cca 80 % času postěním na souši a 20 % vykrmováním v moři; mimo rozmnožovací období se na souši nezdržují takřka vůbec. Naproti tomu neteritoriální samci se průběžně krmí v moři po celý rok, takže v letních měsících, tedy mimo rozmnožovací období, tráví většinu času v kolonii. K rozmnožování může docházet každoročně, i když většina lachtanic se rozmnožuje pouze každé 2–3 roky. U ostatních ploutvonožců dochází k odložené nidaci, takže se mláďata v kolonii rodí zhruba ve stejnou dobu, která je nejvýhodnější z hlediska dostupnosti potravy a tedy přežití mláďat. U lachtanů mořských však k odložené nidaci patrně nedochází. Jeden z možných důvodů je špatně předvídatelná doba dostupnosti potravy, takže lachtanice nemají důvod březost optimalizovat. Doba březosti trvá zhruba 11 měsíců.

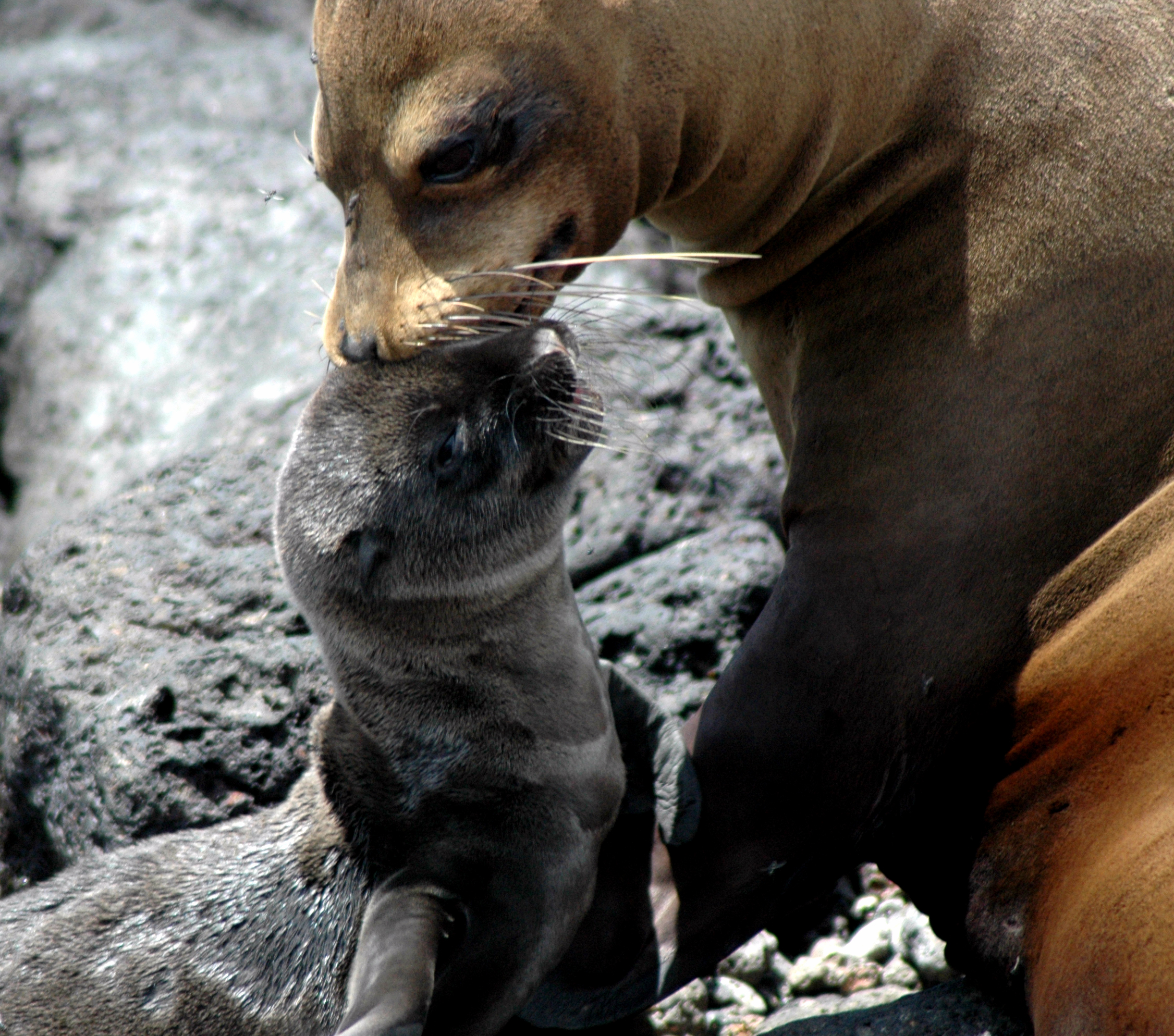
Mládě s matkou

Následkem kompetice samců o teritoria dochází v kolonii k poměrně zásadní segregaci pohlaví, která je nejvýraznější ve vrcholném období říje. Zatímco samci stráží nebo se přetlačují o teritoria, samice a jejich potomci se sdružují na úzkém pruhu pláže mezi mořem a teritorii samců. Tyto skupiny samic se označují jako komunity. Komunity zahrnují relativně ucelené skupiny samic s potomky, u kterých panuje vysoká míra příbuznosti (řada mláďat mají stejnou matku nebo otce).
Lachtani mořští jsou velice krotcí. Na rozdíl od ploutvonožců ze studenějších oblastí, kteří přicházejí na souš hlavně za účelem páření a zbytek roku tráví na moři, lachtani mořští obývají souš po celý rok. Rozmnožují se v koloniích; v rámci těchto kolonií se mezi sebou příliš nemísí. Vedle toho je lze zahlédnout i mimo jejich kolonie, jak samostatně či ve skupinách odpočívají na skaliscích a plážích i v sousedních koloniích.

#### Mláďata

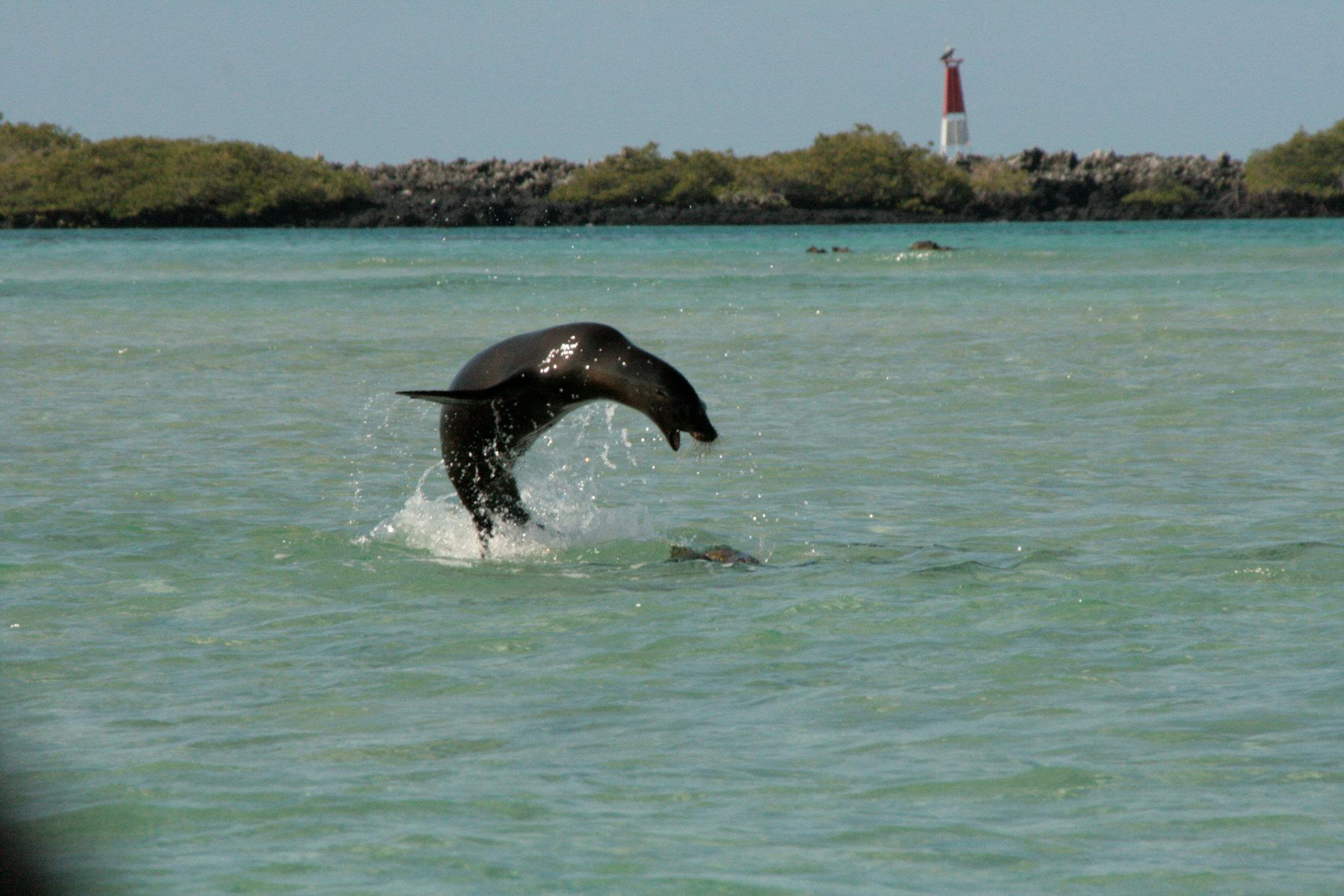
Hrající si lachtani

Mláďata jsou při narození pokryta hnědým nebo černým lanugem. K prvnímu línání dochází ve věku 5 měsíců, kdy lachtaňátka mění svá tmavá lanuga za světlejší, hrubší srst. Pohlavní dimorfismus je patrný již při narození; novorození samci váží v průměru kolem 6,7 kg, samice kolem 5,8 kg. Kolem věku 3 let samci váží průměrně kolem 41 kg, samice kolem 35 kg.
K narození mláděte dochází na souši. Březí samice přichází do kolonie 1–2 dny před vrhem. Těsně po narození je samice velmi agresivní a vehementně brání bezprostřední okolí svého čerstvě narozeného potomka, na kterého často a hlasitě štěká. Mláďata jsou po narození zcela závislá na matce, která jim poskytuje mateřské mléko. Prvních 3–7 dní po narození zůstávají lachtanice se svými potomky nepřetržitě na souši, poté se začínají vydávat na moře za potravou, aby doplnily energetické zásoby. Typicky zůstávají kolem 12 h na břehu, kde se věnují mláděti, načež se vydají na lov na dalších cca 12 h až 5 dní (doba se prodlužuje s věkem mláděte).

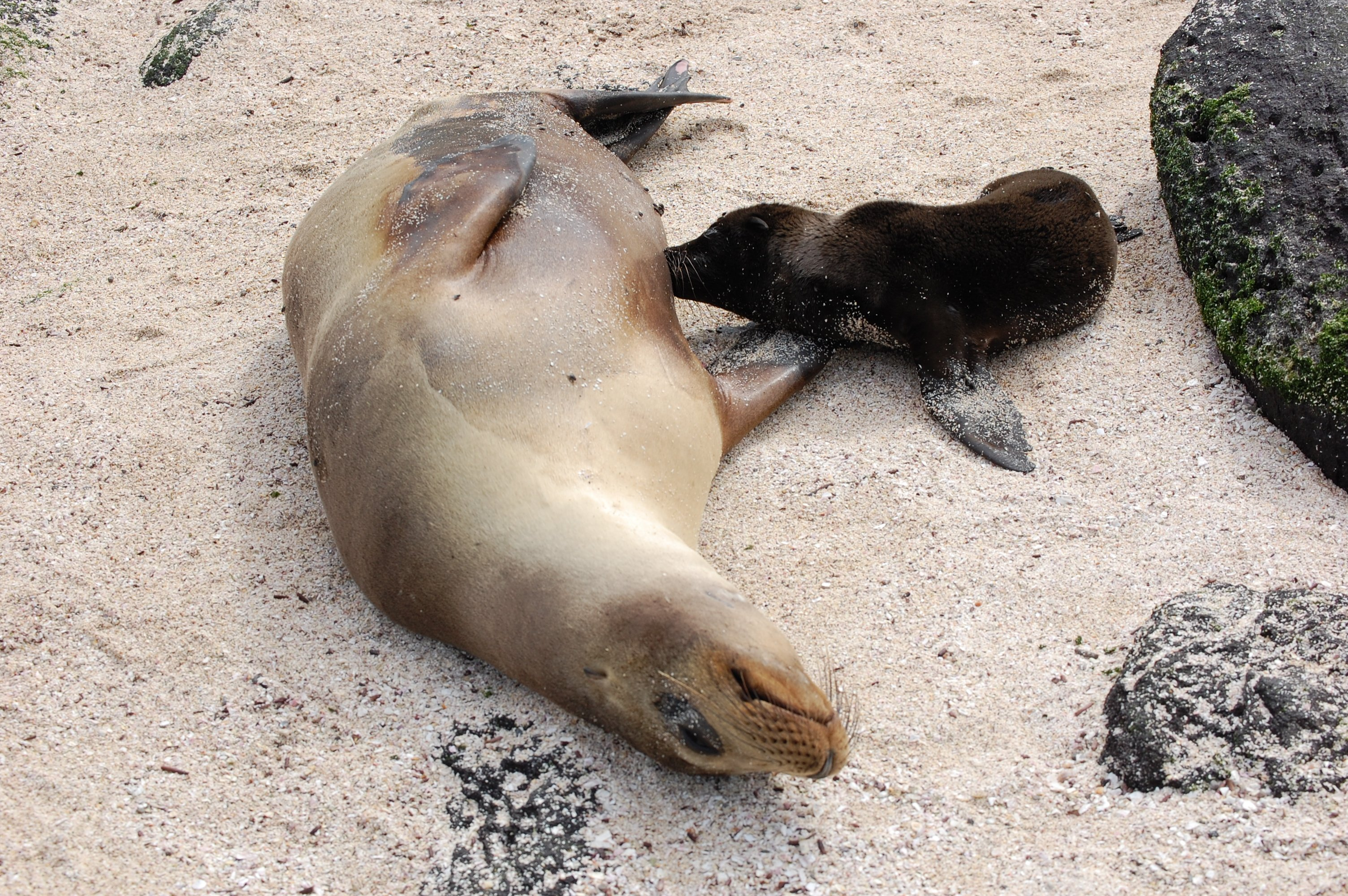
Kojící lachtanice s mládětem

Osamostatnění mláďat, resp. vývoj samostatného obstarávání potravy, je u lachtanů mořských oproti ostatním ploutvonožcům extrémně pomalý, a je patrně následkem pomalého vývoje schopnosti potápění. Pozvolné osamostatňování trvá kolem 2 let. V prvních týdnech po narození se mláďata zdržují na souši a teprve ve 2–3 měsících vstupují do klidné, mělké vody, kde se učí plavat. Potápět se a lovit začínají ve věku kolem 6–12 měsíců, avšak i během této doby jsou z většiny závislé na mateřském mléku. Kolem 1 roku se již pravidelně potápí do průměrných hloubek kolem 30 metrů na průměrnou dobu kolem 2,5 minut. Schopnost potápění roste s přibývající tělesnou hmotností. Přesný věk osamostatnění se může extrémně lišit podle jedince a kolonie a je pravděpodobně úzce spojen s hojností potravy. V době hojnosti potravy může dojít k osamostatnění jedinců kolem 2 let, avšak v době špatné dostupnosti potravy (zejména v letech ovlivněných jevy El Niño) může dojít osamostatnění až mnohem později. Mladí lachtani mohou alespoň občasně sát mateřské mléko i v 7 letech. V prvních dvou letech života mají samice i samci velmi podobné schopnosti potápění a lovu, nicméně mladé samice samostatně loví mnohem více než mladí samci, kteří převážně sají mateřské mléko.
Vzhledem k dlouhému laktačnímu období zhruba 20 % samic v době vrhu stále kojí svého předešlého potomka. Tato situace vede k sourozenecké kompetici a ve většině případů končí smrtí novorozeného mláděte. Pouze výjimečně se stává, že se samici podaří udržet novorozeně na živu.

### Úmrtnost a dožití
Úmrtnost mláďat bývá vysoká. Pouze kolem dvou třetin všech mláďat se dožije 1 roku a pouze kolem poloviny mláďat se dožije 2 let. Samice se poprvé rozmnožují poměrně pozdě, v průměru ve věku 6 let (interval 4–9 let). Jsou vysoce filopatrické, tzn. takřka vždy se navrací do kolonií, kde se narodily. Samci se rozmnožují nejdříve v 5 letech.
Délka dožití není úplně známa. Nejstarší zaznamenaní jedinci se dožili nejméně 21 let. Délka jedné generace se odhaduje na 10 let, nicméně přesnější data chybí. K přirozeným predátorům patří žraloci a kosatky.

### Potrava

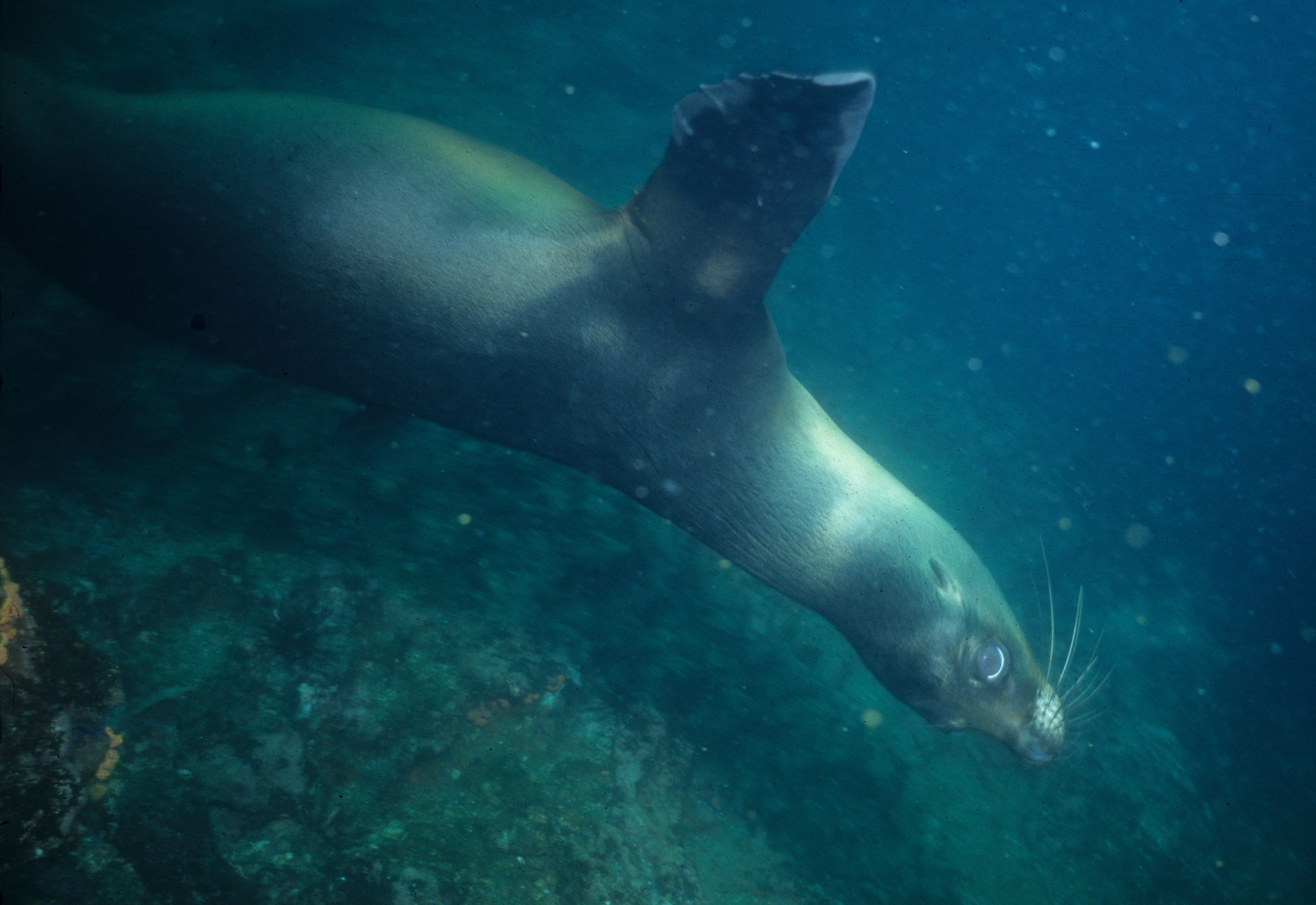
Lachtan mořský pod vodou

Lachtani mořští jsou obecně považování za potravní oportunisty, nicméně drtivou většinu jejich jídelníčku tvoří pouze několik druhů živočichů. Klíčovým zdrojem potravy lachtanů jsou sardinky tečkované (Sardinops sagax). K dalším loveným rybám patří např. kranasi rodu Trachurus, zelenoočka rodu Chlorophthalmus, sardelovití nebo sleďovití. Na rozdíl od svých příbuzných lachtanů tmavých, lachtani mořští žerou desetiramenatce pouze zřídka.

#### Potápění
Při výpravách za potravou lachtani zůstávají typicky do několika kilometrů od kolonie, avšak mohou se vypravovat i mnohem dále. U samic byly naměřeny maximální délky výprav za potravou mezi 50–97 km od kolonie. Pokud se zrovna nejedná o dominantní samce během půstu či matky těsně po vrhu, ke krmení dochází denně. Data o potápění jsou k dispozici pro dospělé samice, které se typicky potápí do hloubek mezi 92–178 m na dobu 3,3–4,7 minut. Umí se však potápět i mnohem hlouběji, nejhlubší zaznamenaný ponor samice byl do 584 m.
Doba potápění se liší podle jedince i kolonie. Zatímco juvenilní jedinci se potápí převážně v noci, dospělci se mohou potápět v noci i ve dne. Příbuzní lachtani galapážští, kteří obývají v podstatě totožný areál, se krmí výhradně v noci.

#### Skupinový lov
Jak už bylo zmíněno, lachtani mořští se vyskytují v tropických vodách, zatímco většina ostatních ploutvonožců obývá mnohem studenější vody, pro které je typická stabilní přítomnost živin, potažmo potravy. Tropické vody jsou mnohem více náchylné na změny teploty moře, které silně ovlivňují dostupnost potravy (viz níže El Niño). Patrně následkem těchto tlaků se u lachtanů vyvinula schopnost skupinového lovu, která byla vědci poprvé zaznamenána teprve na přelomu 10. a 20. let 21. století. Taková schopnost je u ploutvonožců vzácná (zdokumentována byla ještě u tuleňů leopardích a lachtanů tmavých) a spíše je typická pro ostatní mořské savce, jako jsou delfíni nebo kosatky.

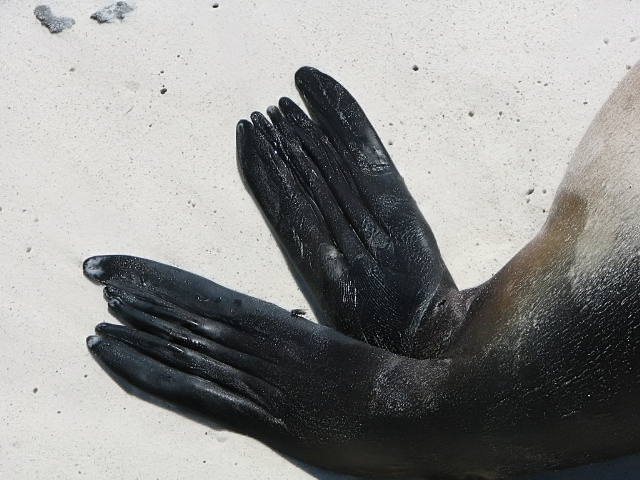
Detail zadních ploutví

Nejprve bylo pozorováno, jak skupina lachtanů mořských loví tuňáky žlutoploutvé. Několik lachtanů nejdříve vyrušilo hejno tuňáků, z nichž se jim podařilo vydělit několik kusů. Pozvolným naháněním kořisti došlo k zahnání tuňáků do rohu mělčiny malé zátoky, kde na ně čekal další lachtan, který se k lovu připojil. Někteří z tuňáků byli ke konci honu natolik vystresovaní, že se pokusili situaci řešit skoky na mělčinu. Lachtani tuňáky polapili a o kořist se podělili. Tuňáci dokáží plavat rychlostí až přes 60 km/h, čímž vysoce převyšují maximální rychlost lachtanů, a lachtan by je tak nedovedl ulovit sám. Dalším případem zdokumentovaného společného koordinovaného lovu je honba skupiny lachtanů (6–10 jedinců, převážně samic) na kranasy štíhlé, rychlé semipelagické ryby. Lov probíhal obdobným způsobem: skupina lachtanů zahnala menší hejno kranasů cca 600–800 m od hlavního hejna do malé zátoky, kde byly ryby polapeny. Jakmile byly v zátoce, přidalo se ke skupině lovců i dalších několik lachtanů.
Skupinový lov vyžaduje komunikaci, nicméně u lachtanů není úplně jasné, jak k ní dochází. Patrně komunikují vizuální formou, avšak uvažuje se i o nějaké formě podvodní vokalizace. Skupinový lov s největší pravděpodobností není v lachtanech geneticky zakódován a lachtani si jej osvojují sociálně.

## Rozšíření a populace

### Areál
Lachtani mořští se vyskytují na všech Galapážských ostrovech včetně přilehlých skalních výběžků a menších ostrůvků. K největší koncentraci lachtanů dochází v jižních, západních a centrálních částech souostroví. V roce 1986 lachtani založili novou kolonii na Isla de la Plata, nevelkém ostrově u pobřeží ekvádorské provincie Manabí. Zatoulaní jedinci bývají pozorováni z kontinentálních břehů i na dalších ostrovech severně od Ekvádoru až ke kolumbijskému ostrovu Gorgona.

### Populační rozdíly

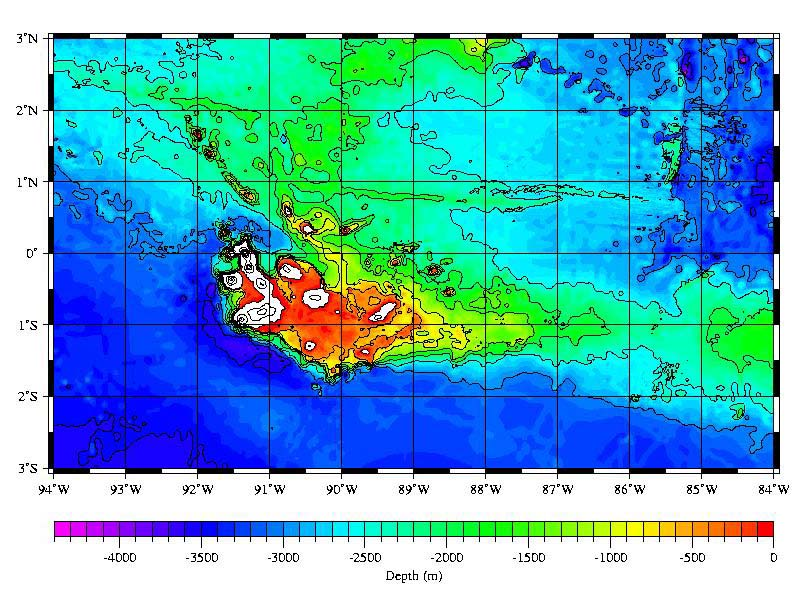
Mapa Galapág zobrazující rozdílnou hloubku moří: zatímco u západních břehů hloubka moře dosahuje až několika kilometrů, střední a východní části ostrovů jsou obklopeny mnohem mělčím mořem

Existují sice malé, avšak významné genetické, morfologické a ekologické rozdíly mezi populací lachtanů ze západní části souostroví (ostrov Fernandina a západní části ostrova Isabela) a populací ze střední a východní části. K morfologickým rozdílům patří mj. o cca 5 cm kratší kondylobazální délka lebky u západní populace. Zmíněné rozdíly jsou způsobeny odlišnými environmentálními tlaky, kterým jsou populace vystaveny. Zatímco ve střední a východní části souostroví je moře poměrně mělké, u západních břehů se mořské dno rychle svažuje až do několikakilometrových hloubek. Pro západní část souostroví jsou typické rozbouřené, na živiny bohaté studené vody ovlivněné Cromwellovým proudem, zatímco vody ve zbývající části souostroví jsou mírnější, teplejší a s menším množstvím živin. Následkem velkého výskytu živin při západním pobřeží se většina endemických mořských ptáků vyskytuje právě tam, stejně jako většina kolonií lachtanů galapážských.

#### El Niño

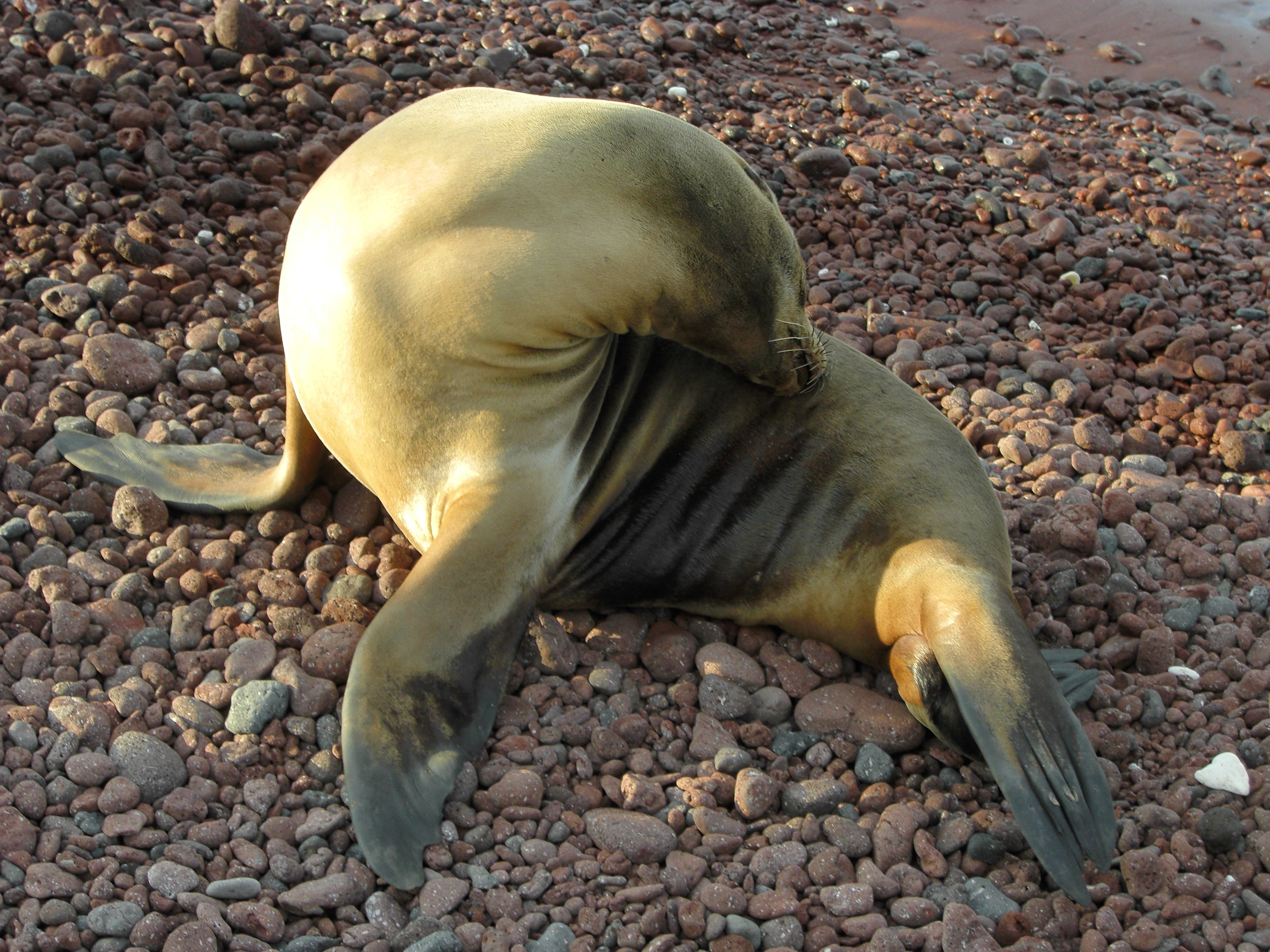
Lachtanice škrábající se na hřbetě

El Niño má zásadní vliv na velikost populace prostřednictvím distribuce a (ne)dostupnosti potravy. Cyklické jevy El Niña se přitom projevují pouze v některých letech. V obdobích, kdy jsou události El Niña silné, byla zaznamenána změna distribuce i dostupnosti potravy v celém východním Tichomoří. Některé jiné druhy ploutvonožců jako je lachtan tmavý dokáží v případě nedostupnosti potravy migrovat podél pobřeží do jiných oblastí, a alespoň částečně tak snížit následky jevů El Niña. Lachtani mořští však tuto možnost nemají, jelikož jsou Galapágy obklopeny rozsáhlými, na kořist chudými oblastmi. Nad to se snížená dostupnost potravy projevuje na Galapágách mnohem více než u amerického pobřeží. Bez snadno dostupné potravy, kterou lachtani běžně loví, se tito savci musí potápět do větších hloubek, což je mnohem více energeticky náročné. Ve větších hloubkách loví hlavně lampovníkovité (Myctophidae).
Jevy El Niña byly zvláště silné v letech 1982/83, 1997/98 a 2015/16. V prvně zmíněném období 80–90 % mláďat lachtanů mořských nepřežilo první rok života. Extrémní nedostatek potravy měl za následek snížené množství mléka samic, načež se mláďata nedostatečně vykrmovala a došlo k jejich hromadnému úhynu. Produkce mláďat v roce 1983 dosahovala maximálně 65 % oproti běžným průměrným hodnotám, v některých koloniích byla snížena až na pouhá 3 %. Uhynulo přibližně 20 % množství všech samic a velké množství dominantních, teritoriálních samců. V letech 1997/98 byla úmrtnost mláďat takřka 90 %. V roce 2015 došlo k poklesu populace o cca 23,8 %. V následujících letech sice začala populace mírně stoupat, avšak k roku 2018 se stále nedokázala dostat na početnost z roku 2014, tedy na stav před kritickým rokem 2015.

### Velikost populace
Celkovou velikost populace je složité odhadnout, protože kolonie lachtanů jsou roztroušeny po mnoha ostrovech a skalních výběžcích a část populace se vždy nachází na moři. V roce 1978 byla celková populace odhadnuta na 40 tisíc jedinců, nicméně reálně napočítáno bylo pouze kolem 9 tisíc lachtanů, a 31 tisíc bylo přičteno jako odhad množství jedinců, co byli zrovna na moři. V následujících letech byl prováděn podrobný výzkum populace lachtanů na ostrově Caamaño. Na základě těchto dat byl zpětně upraven výpočet celkové populace lachtanů k roku 1978 ze 40 000 na 26 400. Podobně i v roce 2001 bylo napočítáno necelých 8 tisíc jedinců s odhadem 14–16 tisíc celkem, nicméně i toto číslo bylo zredukováno na základě přesnějších dat na celkový odhadovaný počet 9 200–10 600 dospělých lachtanů. Toto číslo uvádí i Mezinárodní svaz ochrany přírody. Jiné odhady se pohybují mezi 17–24 tisící jedinců.

## Ohrožení a ochrana

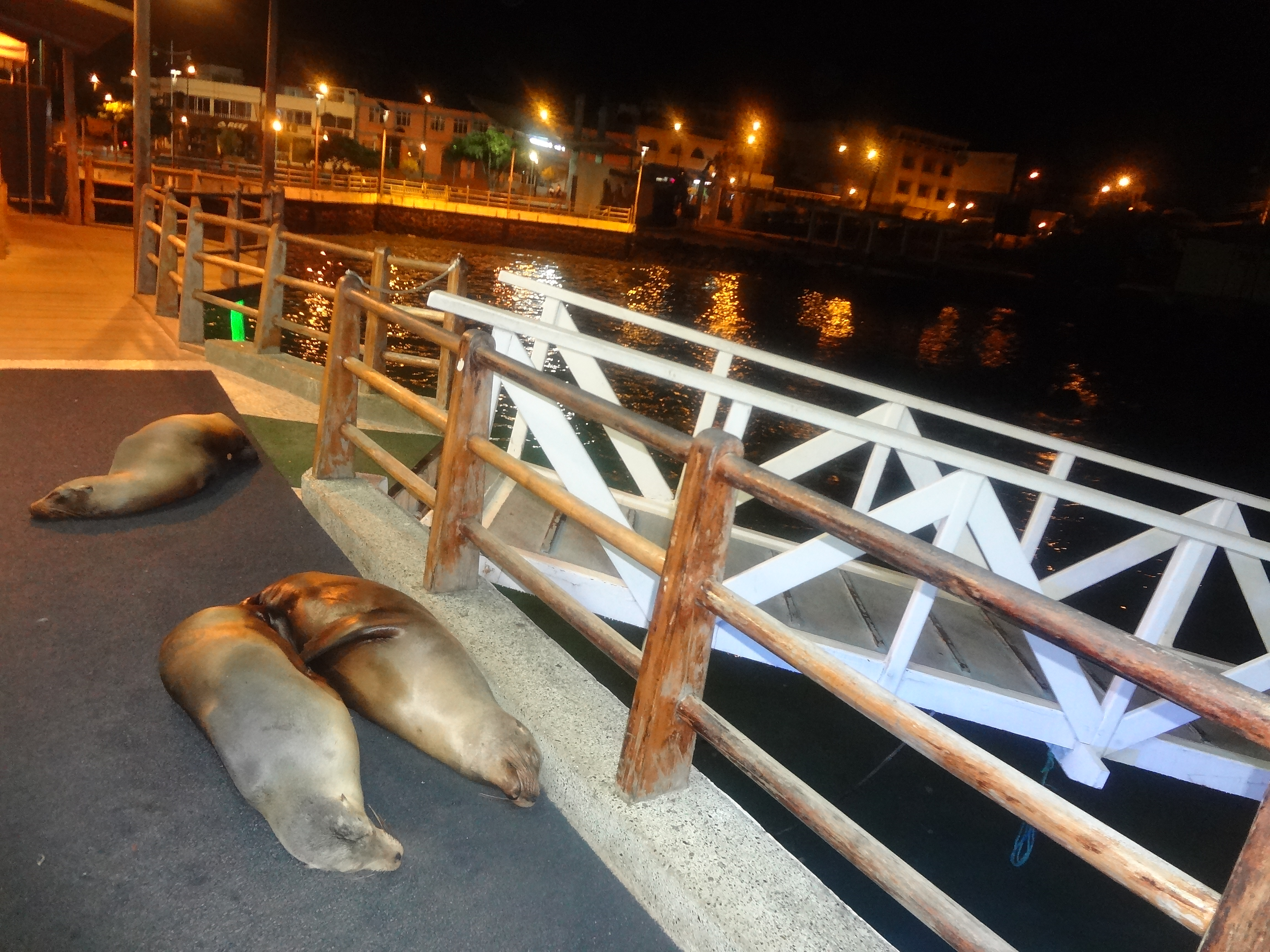
Lachtani na molu v Puerto Ayora

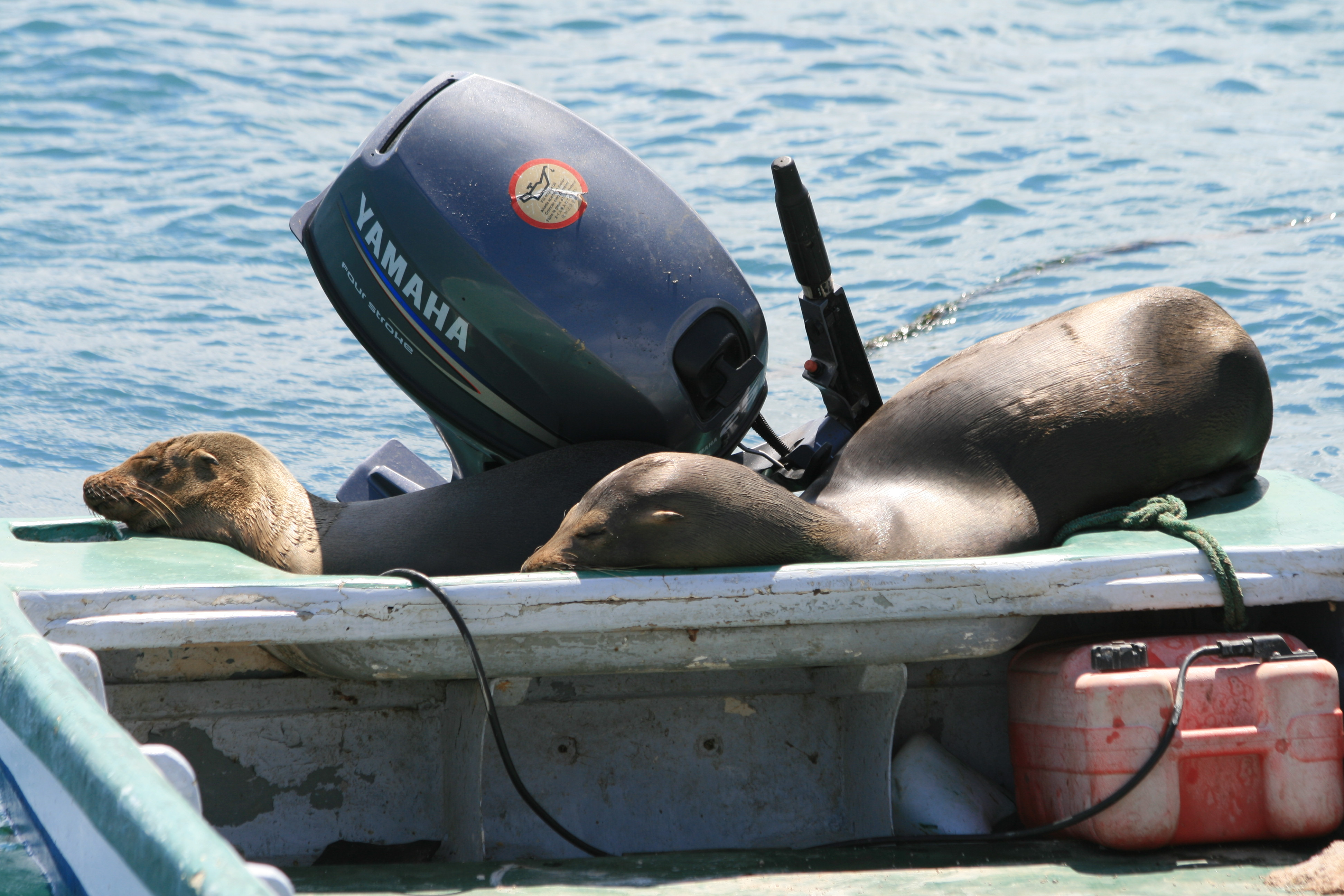
K interakci s lidmi a lidskými předměty dochází u lachtanů mořských velmi často

Podle dostupných dat poklesla celková populace lachtanů mořských mezi lety 1978–2001 o 60–65 %. Tento výpočet je však problematický, neboť je vypočten pouze na základě 2 sčítání vzdálených 23 let od sebe. Podrobné sledování populace lachtanů z ostrůvku Caamaño mezi lety 2003–2015 neukázalo sestupný trend, a je tedy možné, že předchozí odhad celkového klesajícího trendu byl poněkud zavádějící.
Jak bylo poukázáno výše, k hlavním hrozbám lachtanů mořských patří jevy a události spojované s El Niñem. S globálním oteplováním hrozí, že události El Niña budou nabírat na síle i frekvenci. Vedle toho ohrožují lachtany i infekční nemoci. Za běžných podmínek (tzn. v letech, kdy nedochází k významným jevům El Niña) se úmrtnost mláďat pohybuje kolem 5 %. V letech 2009–2012 však byla zaznamenána úmrtnost mláďat u některých kolonií až 66 %. Je možné, že k takto vysoké úmrtnosti přispívají infekční nemoci, které se na lachtany přenáší hlavně z domácích mazlíčků (psi, kočky) nebo ze zavlečených krys obecných. K těmto nemocem patří např. psinka nebo leptospiróza. Aromatická halogensloučenina DDT, která se stále občas používá v některých tropických zemích k prevenci malárie, byla v letech 2005 a 2008 nalezena v mláďatech lachtanů mořských v takřka toxickém množství. Původ DDT sice nebyl určen, avšak látka je známá svou stálostí a schopností ukládat se v tělech živočichů. Dá se tak předpokládat, že ke Galapágám „přicestovala“ uložená v tělech jiných mořských živočichů.
K dalším možným typům ohrožení patří ropné skvrny. V roce 2001 došlo poblíž Galapág k ropné havárii tankeru Jessica. U zasažené populace lachtanů byl zaznamenán vysoký výskyt zánětu spojivek a popálenin, které byly patrně způsobeny sluncem, jelikož ropou znečistěná srst lachtany nechránila před slunečním zářením. V koloniích v bezprostřední blízkosti havárie došlo k poklesu populace, nicméně u kolonií ve větší vzdálenosti od ropné havárie nebyl významný pokles populace zaznamenán.
Jelikož jsou lachtani mořští endemičtí Galapágám, spadají pod ochranu ekvádorské vlády. Ochranu druhů zajišťuje Speciální zákon o Galapágách (v originálním znění Ley Orgánica de Régimen Especial de la Provincia de Galápagos), podle kterého je zakázán jakýkoliv obchod s galapážskými endemickými druhy. Lachtani navíc obývají Galapážskou mořskou rezervaci (Reserva marina de Galápagos), která zabírá 138 000 km² a patří k přírodnímu dědictví UNESCO. Tato rezervace představuje druhou největší mořskou rezervaci na světě. Rezervace zasahuje až 74 kilometrů od pomyslných spojnic mezi nejvzdálenějšími cípy Galapážských ostrovů, takže sice pokrývá loviště lachtanů mořských, avšak těsně za touto hranicí probíhá intenzivní rybolov. Dlouhé lovné šňůry a utržené lovné sítě ohrožují mořský život nejen v této oblasti, ale bývají zanášeny i ke galapážským břehům a byly již zdokumentovány případy úmrtí lachtanů následkem zamotání do vysloužilých či utržených rybářských sítí. Stejně tak ostatní plastové předměty a odpadky představují pro lachtany nebezpečí. Dá se předpokládat, že prudký nárůst turismu i obyvatelstva Galapág a všechny průvodní jevy (vyrušování kolonií turisty i místními, rozmach stavebnictví, zvýšený provoz lodní dopravy, větší znečištění moří apod.) se rovněž negativně podepíše na populaci lachtanů. Určité ohrožení mohou představovat i místní rybáři, kteří mohou lachtany vidět jako konkurenty, a to zvláště v případě poklesu jejich úlovků. Jedna z největších kolonií lachtanů se nachází v těsné blízkosti Puerto Baquerizo Moreno, hlavního města Galapág. V této kolonii dochází k vysoké úmrtnosti mláďat; až 65 % úhynů lachtaňátek má přímou souvislost s lidskými aktivitami.